# Gymnadenia densiflora
Gymnadenia densiflora là một loài thực vật có hoa trong họ Lan. Loài này được (Wahlenb.) A.Dietr. mô tả khoa học đầu tiên năm 1839.